# Cyberstorm 2: Corporate Wars
Cyberstorm 2: Corporate Wars es un videojuego de estrategia (RTS) desarrollado por Dynamix y lanzado en 1998 como secuela de MissionForce: CyberStorm. Fue distribuido por Sierra Entertainment.

## Trama
Cyberstorm 2 tiene lugar mucho tiempo después de los acontecimientos del primer juego, los Cybrids ya no representa una amenaza importante.
Se ha descubierto una "puerta de salto" en el sistema Typheous y ocho corporaciones de la Tierra quieren controlarlo. Cada uno de ellos por lo tanto, pone en marcha una sucursal en el sistema, y comienzan a batallar con lo último en tecnología militar.

## Jugabilidad
El juego se desarrolla a partir desde una perspectiva isométrica arriba-abajo. En algunos aspectos es bastante similar a MissionForce: Cyberstorm, utilizando muchos de los elementos gráficos del mismo, a pesar de varios cambios en la jugabilidad se ha hecho.
Hay dos modos de juego: por turnos y en tiempo real. El jugador comienza con la elección de la empresa que quiere trabajar, cada uno de los cuales tiene sus propias fortalezas y debilidades en diferentes áreas, tales como las finanzas, la ingeniería y la bioingeniería, así como la capacidad militar.
El jugador progresa a través de una selección de misiones aleatorias con las misiones especiales estén disponibles de vez en cuando. Estos son los escenarios por escrito y tienden a ser bastante rentable. El objetivo final es hacerse cargo de todo el sistema al derrotar a todas las empresas rivales.